# Litopus patricius
Litopus patricius là một loài bọ cánh cứng trong họ Cerambycidae.